# روبرت باتون (لاعب كرة قدم)
روبرت باتون (بالإنجليزية: Robert Paton)‏ هو مدرب كرة قدم ولاعب كرة قدم بريطاني (وحمل سابقاً جنسية المملكة المتحدة لبريطانيا العظمى وأيرلندا) في مركز الهجوم، ولد في 1854 في المملكة المتحدة، وتوفي في 17 فبراير 1905. شارك مع منتخب اسكتلندا لكرة القدم. أما مع النوادي، فقد لعب مع فايل أوف ليفن ‏.

## وصلات خارجية
- روبرت باتون على موقع الاتحاد الإسكتلندي (الإنجليزية)
- روبرت باتون على موقع قاعدة بيانات كرة القدم.إي يو (الإنجليزية)
- روبرت باتون على موقع ناشيونال فوتبول تيمز (الإنجليزية)